# Comuna Muntenii de Sus, Vaslui
Muntenii de Sus este o comună în județul Vaslui, Moldova, România, formată din satele Muntenii de Sus (reședința) și Satu Nou.

## Vecini
- Comuna Tanacu la est
- Comuna Zăpodeni la vest
- Comuna Văleni la Nord
- Suburbia Moara Grecilor la Sud

## Demografie
Componența etnică a comunei Muntenii de Sus
     Români (87,93%)
     Alte etnii (0%)
     Necunoscută (12,07%)
Componența confesională a comunei Muntenii de Sus
     Ortodocși (87,44%)
     Alte religii (0,35%)
     Necunoscută (12,21%)
Conform recensământului efectuat în 2021, populația comunei Muntenii de Sus se ridică la 2.866 de locuitori, în creștere față de recensământul anterior din 2011, când fuseseră înregistrați 2.763 de locuitori. Majoritatea locuitorilor sunt români (87,93%), iar pentru 12,07% nu se cunoaște apartenența etnică. Din punct de vedere confesional, majoritatea locuitorilor sunt ortodocși (87,44%), iar pentru 12,21% nu se cunoaște apartenența confesională.

## Politică și administrație
Comuna Muntenii de Sus este administrată de un primar și un consiliu local compus din 13 consilieri. Primarul, Ion Vartolomei[*], de la Partidul Social Democrat, este în funcție din 2016. Începând cu alegerile locale din 2024, consiliul local are următoarea componență pe partide politice:
|  | Partid                          | Consilieri | Componența Consiliului | Componența Consiliului | Componența Consiliului | Componența Consiliului | Componența Consiliului | Componența Consiliului | Componența Consiliului |
|  | ------------------------------- | ---------- | ---------------------- | ---------------------- | ---------------------- | ---------------------- | ---------------------- | ---------------------- | ---------------------- |
|  | Partidul Social Democrat        | 7          |                        |                        |                        |                        |                        |                        |                        |
|  | Partidul Național Liberal       | 4          |                        |                        |                        |                        |                        |                        |                        |
|  | Alianța pentru Unirea Românilor | 1          |                        |                        |                        |                        |                        |                        |                        |
|  | Alianța Dreapta Unită           | 1          |                        |                        |                        |                        |                        |                        |                        |

## Colecții muzeale
1. Colecția de etnografie și istorie - Biserica "Sfinții Petru și Pavel Satu-Nou" (pr. Buruiană Vasile @ prof. Chirilă Gianina)
2. "Muzeul Tradițiilor"- Muntenii de Sus (Primăria și Consiliul Local)

## Sport
Pe plan fotbalistic, comuna este reprezentata de echipa Flacara Muntenii de Sus infiintata in anul 2016. A debutat in liga a V-a  sezonul 2016-2017 castigand campionatul si promovand in liga a IV-a pentru sezonul 2017-2018.